# Parco Zoo Falconara
Il Parco Zoo Falconara è un moderno giardino zoologico situato nel comune di Falconara Marittima, in Provincia di Ancona. Fondato nel 1968, si estende per circa 60.000 mq su una collina che si alza di fronte al mare. Ospita circa 200 esemplari appartenenti a diverse specie tra mammiferi, uccelli e rettili. Lo zoo è membro dell’Unione Italiana Zoo e Acquari (UIZA) e dell’Associazione Europea Zoo e Acquari (EAZA).
Il parco partecipa ai Programmi europei per le specie minacciate (EEP), collabora a progetti di ricerca con università italiane e sostiene campagne di conservazione a favore di specie a rischio estinzione, degli habitat in cui esse vivono e dello sviluppo sostenibile delle comunità locali.

## Storia
Il Parco Zoo Falconara fu inaugurato nel 1968 per iniziativa privata. Sorto sulla collina di Barcaglione, in poco più di un anno il parco divenne un'oasi naturale, grazie all’innesto di oltre 15 mila piante. Nato con il nome di “Paese dei Bimbi” allo scopo di intrattenere bambini e famiglie con parco giochi, casette delle favole e animali da cortile, il parco iniziò ad evolversi quando, nel 1974, arrivò il primo leone. Fu allora che il “Paese dei Bimbi” iniziò a trasformarsi in un giardino zoologico. Nel 1980 la struttura entrò ufficialmente nell'UIZA. Nel 1990, diede avvio alla creazione di una propria sezione educativa, per attività didattiche progettate per le scuole, conferendo alla struttura un importante ruolo di centro di educazione alla conservazione della natura. Nel 2003, il Paese dei Bimbi cambiò il proprio nome in coerenza con la nuova missione che aveva assunto, diventando il “Parco Zoo Falconara”. Dal 2006 il Parco Zoo è membro dell’EAZA, l’associazione che riunisce i più influenti zoo e acquari a livello europeo e che sviluppa programmi di riproduzione delle specie animali ex situ. L’EAZA promuove collaborazioni tra i suoi associati per la ricerca scientifica e progetti di conservazione in natura (in situ).
Nel 2018, con l’arrivo di due esemplari di okapi (Okapia johnstoni) il Parco Zoo Falconara, in coincidenza con le celebrazioni del suo 50mo anniversario, è riuscito a segnare un altro importante traguardo: entrare nella sfera delle più importanti collezioni zoologiche europee, che sono impegnate nella conservazione in natura di questa specie ormai molto rara ed in pericolo di estinzione. Il 24 aprile 2022 è nato Italo, il primo cucciolo di okapi in Italia e nell'aprile 2024 è nata una femmina di nome Vittoria.

## Animali del parco

### Mammiferi
- Asino domestico
- Bue dei Watussi
- Cammello della Battriana
- Cane procione
- Canguro grigio orientale
- Capibara
- Capra nana africana
- Cavia peruviana
- Colobo guereza
- Daino
- Ghepardo
- Gibbone dalla mani bianche
- Giraffa di Rothschild
- Giraffa reticolata
- Guereza
- Ippopotamo comune
- Istrice crestato
- Lemure dalla coda ad anelli
- Lemure bianco e nero
- Leone africano
- Lupo grigio eurasiatico
- Marà della Patagonia
- Nyala
- Ocelot
- Okapi
- Pecora nana d'Ouessant
- Pony
- Puma
- Saimiri
- Saki dalla faccia bianca
- Scimmia ragno testa nera
- Suricato
- Tamarino dalle labbra bianche
- Tamarino imperatore
- Tigre
- Zebra

### Uccelli
- Cicogna di Abdim
- Fenicottero rosa
- Gallina domestica - varietà Ancona
- Grifone euroasiatico
- Gufo reale
- Ibis eremita
- Spatola europea
- Struzzo

### Rettili
- Pitone reticolato
- Pitone verde arboricolo
- Tartaruga dalle orecchie gialle
- Tartaruga dalle orecchie rosse
- Testuggine africana
- Varano melino

## Progetti di conservazione
Il Parco Zoo Falconara sostiene diversi progetti di conservazione per la tutela e la salvaguardia della biodiversità, tra cui Okapi Conservation Project, Cheetah Conservation Fund e Giraffe Conservation Foundation. Il parco partecipa, inoltre, attivamente alle campagne EAZA di cui è membro. Queste campagne sono volte sia alla conservazione delle specie a rischio estinzione e degli habitat in cui esse vivono che alla promozione dell’uso sostenibile delle risorse naturali.